# Hižakovec
Hižakovec is een plaats in de gemeente Donja Stubica in de Kroatische provincie Krapina-Zagorje. De plaats telt 112 inwoners (2001).